# シレラー (ライフゲーム)
シレラー（Shillelagh）は、ライフゲームにおける固定物体である。

## 構造
| □□□□□□□ □■■□□□□ □■□□■■□ □□■■□■□ □□□□□□□ |